# Биличі (гміна)
Гміна Биличі — колишня (1934—1939 рр.) сільська ґміна Самбірського повіту Львівського воєводства Польської республіки (1918—1939) рр. Центром ґміни було село Биличі.

1 серпня 1934 р. було створено ґміну Дорожів у Самбірському повіті. До неї увійшли сільські громади: Бжесцяни, Букова, Биліце, Чишкі, Лютовіска, Райтаровіце, Ракова, Роґузно, Воліца Польска.
  
У 1934 р. територія ґміни становила 109,22 км². Населення ґміни станом на 1931 рік становило 10 391 особа. Налічувалось 1 870 житлових будинків. 

1 квітня 1937 р. адміністративний центр ґміни перенесено в с. Райтаровичі і відповідно змінена назва ґміни
На початку Другої світової війни в першій середині вересня 1939 р. територія ґміни була зайнята німецькими військами, але відповідно до Пакту Молотова — Ріббентропа 26 вересня територія ґміни була передана СРСР. Гміна ліквідована в 1940 р. у зв’язку з утворенням Самбірського району.